# نسا (کرج)
نسا (کرج) روستایی از توابع بخش آسارا شهرستان کرج در استان البرز ایران است.

## جمعیت
این روستا در دهستان نسا قرار دارد و براساس سرشماری مرکز آمار ایران در سال ۱۳۸۵، جمعیت آن ۸۵۷ نفر (۲۰۴خانوار) بوده‌است.

## مردم
مردم روستای نسا از قوم تات هستند. نسا نامی آشنا در بین مناطق تات‌نشین ایران است. روستاهای تات‌زبان دیگری با همین نام در طالقان و الموت هستند: نسا، نسا علیا و نسا سفلی.